# قرجه‌داغ

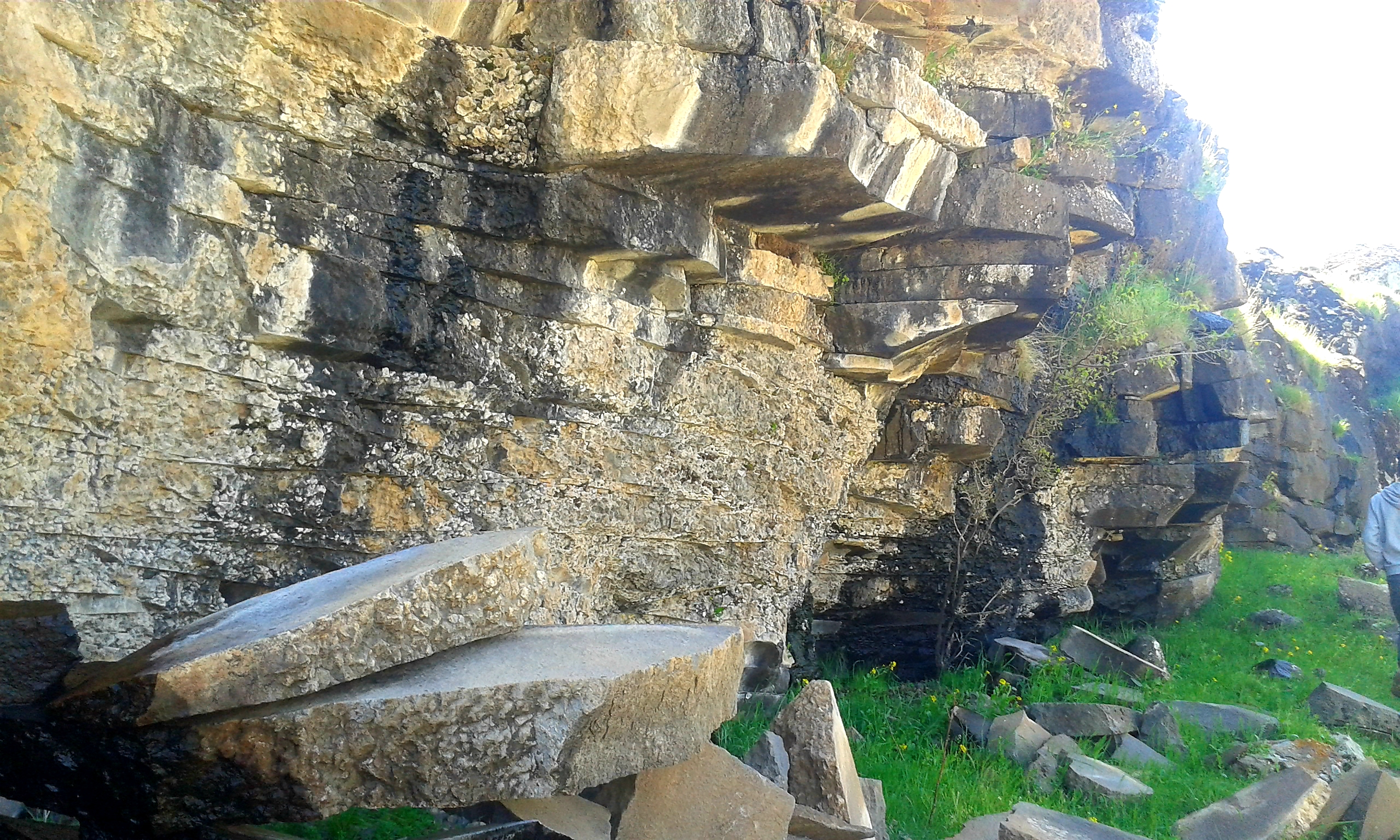
قرجه‌داغ

قرجه‌داغ (به کردی: قه‌ره‌ژداخ: Qerejdax، به ترکی: Karacadağ) نام کوه آتشفشانی خاموش است به بلندای ۱۹۸۳ متر در استان دیاربکر ترکیه و در غرب شهر دیاربکر قرار گرفته است. گدازه‌هایی که در روزگاران پیشین از دهانه این کوه به همه سو افکنده شده تا مسافت زیادی در پیرامون آن وجود دارد و مردم منطقه آن را "کهڤره ره‌ش" (سنگ سیاه) می‌نامند. مردم روستاها و شهرهای منطقه از ین سنگهای سیاه در ساختن خانه‌های خود استفاده می‌کنند. 